# Opsjednuće
Opsjednuće je, prema kršćanskom vjerovanju, stanje u kojem vlast nad čovjekom preuzima demon ili Sotona.

## Simptomi
"Đavolsko opsjednuće" prema Crkvi, označava izravno cjelinu psihofizičkih pojava, neobičnih i uznemirujućih, što otkrivaju u osobi nazočnost jedne druge osobe obilježene crtama Sotone. Osoba koja je opsjednuta može pokazivati određene simptome kao što su promjena ličnosti koja se očituje u stanjima krize kada se kod osoba mijenja izraz lica, zvuk i boja glasa. Stanje svijesti najčešće je isključeno i osoba se nakon napada opsjednutosti ničega ne sjeća. Takva osoba pokazuje stanje agresivnosti koje je izraženo bijesnim psovkama, neobuzdanim nasiljem i napadima bjesnila koje je često popraćeno besramnim ponašanjem. Svaki spomen svetoga i sakralnoga izaziva strah, odbijanje i prijezir. 
Mogu se pojaviti i druge tegobe koje se obično izražavaju neprestanom mučninom, čestim glavoboljama, malaksalošću i općom nezainteresiranošću. Opsjednuće može biti toliko da pregazi majčinski instinkt i majka može jednostavno odbaciti svoju djecu. Vjeruje se da tako teški slučajevi sotonskog djelovanja kao što je opsjednuće mogu nastati ako je opsjednuti kao dijete proklet, ili su njegovi preci bili u vezi s magijom, ili je pak sam dozvao đavla ili je s đavlom sklopio savez.

## Egzorcizam
U slučajevima opsjednuća Crkva primjenjuje egzorcizam, kao obred što ga vrši svećenik s posebnom dozvolom biskupa, a u cilju oslobađanja osobe od utjecaja Zloga.

## Opsjednuće i znanost
Ne postoje znanstveni dokazi da se radi o natprirodnom događaju. Psihijatrija kao znanost ovakve fenomene klasificira u mentalne poremećaje.

## Vanjske poveznice
- http://www.kriz-zivota.com/tekstovi.php?rubrika=1&id=137  Arhivirana inačica izvorne stranice od 13. veljače 2006. (Wayback Machine)

| Portal:Kršćanstvo | Portal: Kršćanstvo |